# ۳-هیدوروکسی فلاون
۳-هیدوروکسی فلاون (به انگلیسی: 3-Hydroxyflavone) با فرمول شیمیایی C۱۵H۱۰O۳ یک ترکیب شیمیایی با شناسه پاب‌کم ۱۱۳۴۹ است. که جرم مولی آن ۲۳۸٫۲۳ g/mol می‌باشد. 